# Liste der Biografien/Riz
Liste der Biografien |
Portal Biografien |
Personensuche
# |
A |
B |
C |
D |
E |
F |
G |
H |
I |
J |
K |
L |
M |
N |
O |
P |
Q |
R |
S |
T |
U |
V |
W |
X |
Y |
Z |
?
 
Ra |
Rb |
Rd |
Re |
Rh |
Ri |
Rj |
Rk |
Rl |
Rm |
Rn |
Ro |
Rr |
Rs |
Rt |
Ru |
Rv |
Rw |
Rx |
Ry |
Rz
 
Ria |
Rib |
Ric |
Rid |
Rie |
Rif |
Rig |
Rih |
Rii |
Rij |
Rik |
Ril |
Rim |
Rin |
Rio |
Rip |
Riq |
Rir |
Ris |
Rit |
Riu |
Riv |
Riw |
Rix |
Riy |
Riz
Die Liste der Biografien führt alle Personen auf, die in der deutschsprachigen Wikipedia einen Artikel haben. Dieses ist eine Teilliste mit 115 Einträgen von Personen, deren Namen mit den Buchstaben „Riz“ beginnt.

## Riz
- Riz, Martin (* 1980), italienischer Skibergsteiger
- Riz, Roland (* 1927), italienischer Politiker, Mitglied der Camera dei deputati und des Senats, Rechtsanwalt und Rechtswissenschaftler (Südtirol)

### Riza
- Riza Khan Barelwi, Ahmad (1856–1921), pakhtunischer Hanafī-Qādirī-Gelehrter und Anführer
- Rıza, Ömer (* 1979), türkischer Fußballspieler und -trainer
- Rıza, Selma (1872–1931), osmanisch-türkische Journalistin, Schriftstellerin und Frauenrechtlerin
- Riza, Shaha Ali, libysch-britische Weltbank-Repräsentantin
- Rizaeddin bin Fachreddin (1858–1936), tatarischer Gelehrter
- Rizal Ghazali (* 1992), malaysischer Fußballspieler
- Rizal, José (1861–1896), philippinischer Schriftsteller, Arzt und NationalheldJosé Rizal (1861–1896)

José Rizal (1861–1896)

- Rizal, Muhammad (* 1986), indonesischer Badmintonspieler
- Rizal, Paciano (1851–1930), philippinischer General und Revolutionär und der ältere Bruder von Jose Rizal, dem Nationalhelden der Philippinen
- Rizalmuk (* 1993), indonesischer Internet-Star, Musiker und YouTuber

### Rizb
- Rizbo, Hip-Hop-Produzent

### Rize
- Rizema, Ipo, deutscher Münzmeister
- Rizer, Maggie (* 1978), US-amerikanisches Model

### Rizg
- Rizgalla, Mirgaani Gomaa (* 1946), sudanesischer Boxer
- Rizgalla, Mohamed (* 1942), sudanesischer Boxer

### Rizi
- Rizi, Francisco (1614–1685), spanischer Maler
- Rizik, Raoul (1947–2013), dominikanisch-amerikanischer Schauspieler

### Rizk
- Rizk, Georgina (* 1953), libanesische Miss Universe
- Rizk, Rasha (* 1976), syrische Sängerin und Songwriterin
- Rizkallah, Georg II. (1595–1670), maronitischer Patriarch
- Rizkallah, Sherif (* 1995), deutsch-ägyptischer Fernsehjournalist, Fernsehmoderator und Fernsehreporter
- Rizkallah, Victor (* 1933), ägyptischer Bauingenieur und Unternehmer

### Rizl
- Rizley, Ross (1892–1969), US-amerikanischer Politiker

### Rizo
- Rizo, Carlos Alberto, mexikanischer Fußballspieler
- Rizo, Eustacio (* 1971), mexikanischer Fußballspieler
- Rizoff, Dimitar (1862–1918), bulgarischer Freiheitskämpfer, Schriftsteller und Diplomat
- Rizos, Iakovos (1849–1926), griechischer Maler
- Rizos, Ioannis (* 2000), griechischer Stabhochspringer
- Rizos, Teresa (* 1986), deutsche SchauspielerinTeresa Rizos (* 1986)

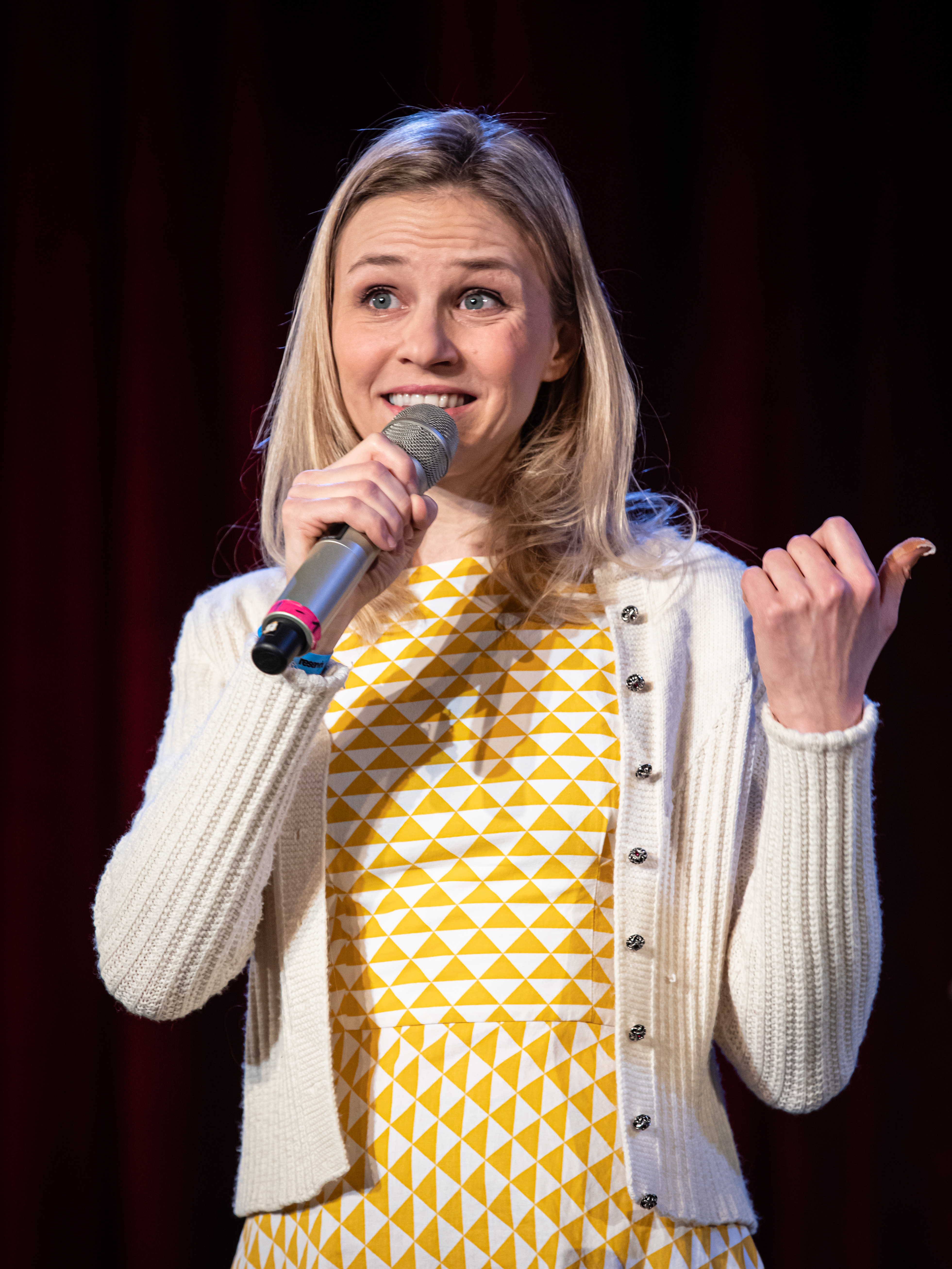
Teresa Rizos (* 1986)

- Rizotto, Mario (* 1984), uruguayischer Fußballspieler

### Rizq
- Rizqy, Hafid (* 1998), marokkanischer Mittelstreckenläufer

### Rizv
- Rizvanbegović, Ali Pascha († 1851), osmanischer Verwalter von Stolac und Wesir der Herzegowina
- Rizvanović, Denis (* 1987), österreichischer Fußballspieler
- Rizvi, Khadim Hussain (1966–2020), pakistanischer Barelvi-Prediger und Gründungsvorsitzender des Tehreek-e-Labbaik Pakistan
- Rizvi, Sajjad H., britischer Islamwissenschaftler, Historiker, Hochschullehrer und Persönlichkeit des zwölferschiitischen Islams
- Rizvi, Tuwan Rizni (* 1990), sri-lankischer Fußballspieler

### Rizw
- Rizwan, Mohammad (* 1992), pakistanischer Cricketspieler
- Rizwan, Nabhaan (* 1997), britischer Schauspieler

### Rizy
- Rizy, Helmut (* 1943), österreichischer Schriftsteller
- Rizy, Theobald von (1807–1882), österreichischer Jurist und Politiker

### Rizz
- Rizza von Koblenz, Adlige, Stifterin, Selige
- Rizza, Gilda dalla (1892–1975), italienische Opernsängerin (Sopran)
- Rizza, Giovanni Battista (1924–2018), italienischer Mathematiker
- Rizza, Manfredi (* 1991), italienischer Kanute
- Rizzardo, Ezio (* 1943), italienisch-australischer Chemiker
- Rizzardo, Redovino (1939–2016), italienischer Ordensgeistlicher, römisch-katholischer Bischof von Dourados
- Rizzato, Oscar (1929–2021), italienischer Geistlicher, Kurienerzbischof der römisch-katholischen Kirche
- Rizzello, Antonio (* 1985), Schweizer Eishockeyspieler
- Rizzello, Flavio (* 2004), Schweizer Nachwuchssänger
- Rizzetto, Armido (1893–1956), italienischer Radrennfahrer
- Rizzetto, Mario (* 1945), italienischer Mediziner, Professor für Gastroenterologie an der Universität Turin
- Rizzi, Andreas (* 1959), deutscher Sprinter und Zehnkämpfer
- Rizzi, Antony (* 1965), US-amerikanischer Balletttänzer und Choreograf
- Rizzi, Auguste (1892–1963), luxemburgischer Fußballspieler
- Rizzi, Bruno (* 1983), italienischer Radrennfahrer
- Rizzi, Carlo (* 1960), italienischer Dirigent
- Rizzi, Gigi (1944–2013), italienischer Schauspieler
- Rizzi, Giulia (* 1989), italienische Degenfechterin
- Rizzi, Hans (1880–1968), österreichischer Volkswirt sowie Beamter
- Rizzi, Igino (1924–2015), italienischer Skispringer
- Rizzi, James (1950–2011), US-amerikanischer Künstler und Maler der Pop-ArtJames Rizzi (1950–2011)

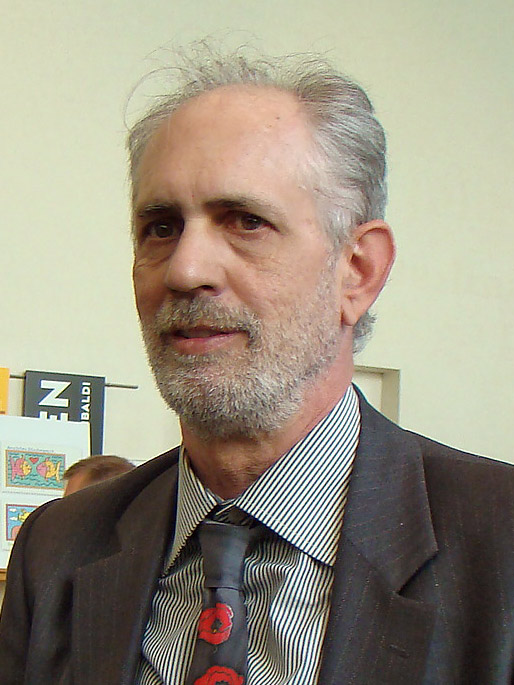
James Rizzi (1950–2011)

- Rizzi, Johann Anton (1825–1868), Schweizer Porträtmaler und Kirchenmaler
- Rizzi, Luigi (* 1952), italienischer Sprachwissenschaftler und Hochschullehrer
- Rizzi, Mario (1926–2012), italienischer Geistlicher, römisch-katholischer Bischof und Diplomat
- Rizzi, Michele (* 1988), deutsch-italienischer Fußballspieler
- Rizzi, Renato (* 1951), italienischer Architekt
- Rizzi, Sandro (* 1978), Schweizer Eishockeyspieler
- Rizzi, Sarkis (1572–1638), libanesischer Bischof der Maroniten
- Rizzi, Tony (1923–1992), US-amerikanischer Jazzmusiker
- Rizzi, Vinzenz (1816–1856), österreichischer katholischer Priester und Publizist
- Rizzi, Wilhelm Maria (1802–1858), Schweizer Porträtmaler und Kirchenmaler
- Rizzio, David († 1566), italienischer Musiker; Privatsekretär und Günstling von Maria StuartDavid Rizzio († 1566)

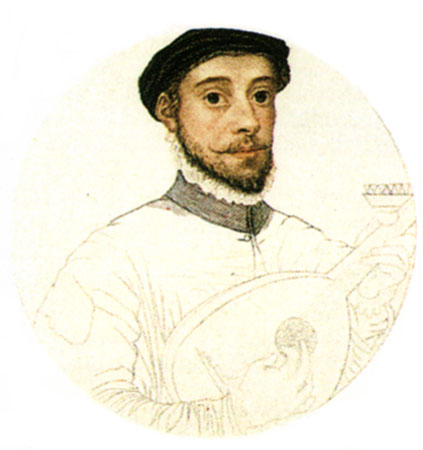
David Rizzio († 1566)

- Rizzitelli, Ruggiero (* 1967), italienischer Fußballspieler
- Rizzo Naudi, John (1925–2022), maltesischer Arzt, Hochschullehrer und Politiker (Partit Nazzjonalista)
- Rizzo, Alfredo (1902–1991), italienischer Schauspieler
- Rizzo, Alfredo (1933–2023), italienischer Leichtathlet
- Rizzo, Angelo (1926–2009), italienischer Geistlicher, Bischof von Ragusa
- Rizzo, Anthony (* 1989), US-amerikanischer Baseballspieler
- Rizzo, Antonio, italienischer Bildhauer
- Rizzo, Carlo (1907–1979), italienischer Schauspieler
- Rizzo, Carlo (* 1955), italienischer Perkussionist
- Rizzo, Daniele (* 1984), italienisch-deutscher Internet-Comedian, Schauspieler und ModeratorDaniele Rizzo (* 1984)

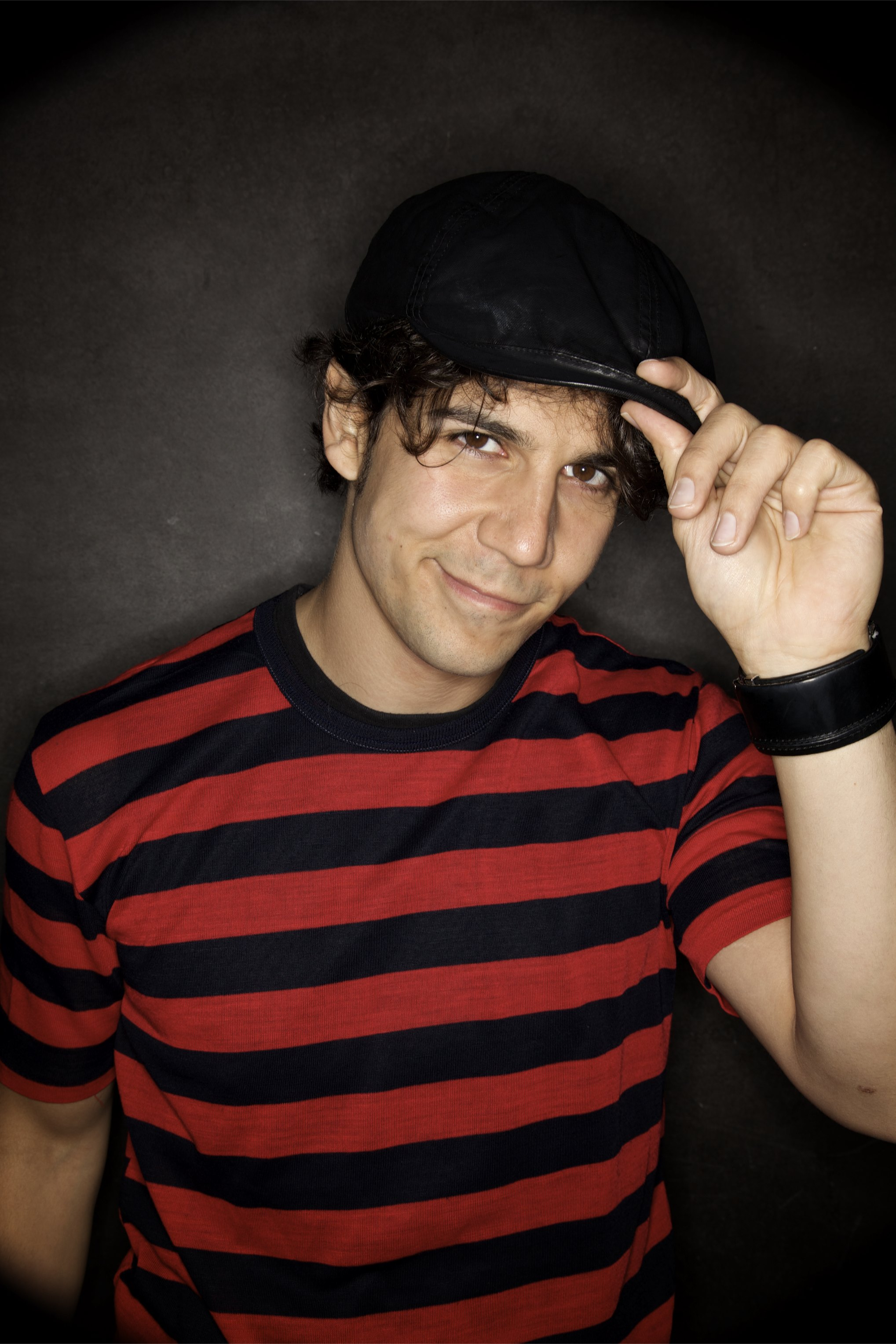
Daniele Rizzo (* 1984)

- Rizzo, Francesco (1943–2022), italienischer Fußballspieler
- Rizzo, Frank (1920–1991), US-amerikanischer Politiker
- Rizzo, Gary A. (* 1972), US-amerikanischer Tontechniker
- Rizzo, Gianni (1924–1992), italienischer Schauspieler
- Rizzo, Giulio Emanuele (1865–1950), italienischer Klassischer Archäologe
- Rizzo, Linda Jo (* 1955), US-amerikanische Sängerin, Pianistin, Komponistin, Entertainerin und Model
- Rizzo, Luigi (1887–1951), italienischer Marineoffizier
- Rizzo, Marc (* 1977), US-amerikanischer Gitarrist
- Rizzo, Marco (* 1959), italienischer Politiker, MdEP
- Rizzo, Massimo (* 1974), schweizerisch-italienischer Fußballspieler und -trainer
- Rizzo, Matteo (* 1998), italienischer Eiskunstläufer
- Rizzo, Sergio (* 1956), italienischer Journalist
- Rizzo, Tiziano (1935–1997), italienischer Schriftsteller, Dichter und Übersetzer aus dem Lateinischen
- Rizzo, Turu (1894–1961), maltesischer Wasserballspieler, Ausdauerrekordler
- Rizzo, Willy (1928–2013), italienischer Fotograf und Designer
- Rizzo-Parse, Rosemarie (* 1938), US-amerikanische Pflegetheoretikerin und Hochschullehrerin
- Rizzolatti, Giacomo (* 1937), italienischer Neurophysiologe
- Rizzoli, Angelo (1889–1970), italienischer Unternehmer und Journalist
- Rizzoli, Anna Maria, italienische Schauspielerin
- Rizzoli, Elmar (* 1969), österreichischer Beamter und "Krisenmanager" des Landes Tirol
- Rizzoli, Francesco (1809–1880), italienischer Arzt und Politiker
- Rizzoli, Nicola (* 1971), italienischer FußballschiedsrichterNicola Rizzoli (* 1971)

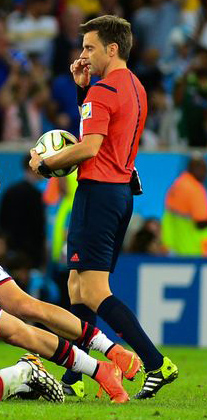
Nicola Rizzoli (* 1971)

- Rizzolli, Helmut (* 1940), italienischer Numismatiker (Südtirol)
- Rizzotto, Laura (* 1994), lettisch-brasilianische Sängerin, Songwriterin und Musikerin
- Rizzotto, Placido (1914–1948), italienischer Gewerkschaftsführer
- Rizzotto, Vincent Michael (1931–2021), US-amerikanischer Geistlicher, römisch-katholischer Bischof
- Rizzuto, Ana-Maria (* 1932), argentinische Psychoanalytikerin
- Rizzuto, Calogero (1955–2020), italienischer Architekt und Denkmalpfleger
- Rizzuto, Calogero (* 1992), deutsch-italienischer Fußballspieler
- Rizzuto, Phil (1917–2007), US-amerikanischer Baseballspieler
- Rizzuto, Vito (1946–2013), kanadischer Mafioso